# 瀬川昌男
瀬川 昌男（せがわ まさお、1931年6月6日 - 2011年7月10日）は、日本のSF作家、科学解説の書き手、児童読物作家。

## 略歴
東京生まれ。山主敏子は姉。東京教育大学教育学部心理学科卒。
大学卒業後、自宅で脳波および心理学研究を手がけるかたわら、文筆活動に従事。1956年、処女作『火星にさく花』を発表。子供向けの宇宙解説やSFのほか、伝記、海外小説の再話、精神宇宙研究など多彩な執筆活動をおこなった。
『火星にさく花』を読んだ柴野拓美は感激し、瀬川へ送った手紙の中で自らが立ち上げようとしていた同人（当時の名称は「科学創作クラブ」）への参加を打診。こうして瀬川はSF同人誌『宇宙塵』の創刊メンバーとなった。
小松左京の提唱から、1968年に石原藤夫や大宮信光が中心となって始まった「SFファン科学勉強会」という会合があったが、その略称「SFフ科会」は瀬川が初例会の時に提案した。語呂として「SF不可解」に通じるので、会では大受けだったという。
2011年7月10日、急性肺炎のため東京都内の自宅で死去。80歳没。

## 著書

### 小説
- 『火星にさく花』（講談社、少年少女世界科学冒険全集) 1956
- 『白鳥座61番星』（東都書房） 1960
- 『地球SOS』（岩崎書店、少年少女宇宙科学冒険全集) 1960
- 『チタンの幽霊人』（金の星社、少年少女21世紀のSF) 1968
- 『火星地底の秘密』 (金の星社、少年少女21世紀のSF) 1969
- 『宇宙ヨット旅行』（国土社、創作子どもSF全集） 1970
- 『月上都市ルナトウキヨウ』（岩崎書店、少年少女未来シリーズ） 1971
- 『ゲバネコ大行進』（旺文社、ジュニア図書館) 1974
- 『スーパーネコ大作戦』（旺文社、ジュニア図書館) 1977.1
- 『たいようがきえちゃった』（旺文社、旺文社こどもの本) 1977.7
- 『きかいの国は大さわぎ』（旺文社、ジュニア図書館) 1978.3
- 『眠りの星レア』（鶴書房、SFベストセラーズ19） 1978.5
- 『UFOネコ大ぼうけん』（旺文社、旺文社ジュニア図書館) 1979.6
- 『ほしはさかなのめだまかにゃ』（NHKサービスセンター） 1981.3
- 『ねこまた号宇宙の旅 ニャゴン船長のぼうけん』（旺文社） 1983.4
- 『ニャンチュー宇宙大戦争 ニャゴン船長のぼうけん』（旺文社） 1983.9
- 『ブラックホールニャン遊記 ニャゴン船長のぼうけん』（旺文社） 1983.12
- 『犬の惑星危機いっぱつ 銀河ガードニャンのぼうけん』（旺文社） 1986.3
- 『ウサネコ惑星りゅう退治 銀河ガードニャンのぼうけん』（旺文社） 1986.12
- 『夢幻の惑星 ドラゴニア・ワールド act.1』（ぎょうせい） 1991.4
- 『汚濁の魔王 ドラゴニア・ワールド act.2』（ぎょうせい） 1991.5
- 『未知への帰還 ドラゴニア・ワールド act.3』（ぎょうせい） 1991.6
- 『魔王の復讐 ドラゴニア・ワールド act.4』（ぎょうせい） 1992.7
- 『光と闇の果てに ドラゴニア・ワールド act.5』（ぎょうせい） 1992.8

### 科学解説
- 『少年少女のための科学の教室』（泰光堂） 1955
- 『宇宙旅行の科学と夢 中学生の科学』（東京印刷） 1960
- 『宇宙をせまくする本 ばかんす号による宇宙探検』（学習研究社） 1963
- 『宇宙飛行の科学』 (岩崎書店、少年少女宇宙開発の科学) 1967
- 『太陽系旅行』（岩崎書店、少年少女宇宙開発の科学) 1969
- 『つきへいくロケット』（偕成社、絵百科なぜとなに) 1969
- 『つきやかせいのなぞ』（偕成社、絵百科なぜとなに） 1970
- 『せかい・30ねんたったら』（偕成社、絵百科なぜとなに） 1971
- 『火星への道』（小峰書店、少年少女ノンフィクション) 1971
- 『天体観測の科学』（毎日新聞社、毎日ヤング・サイエンス選書) 1971
- 『幽霊を科学する』（偕成社、少年少女世界のノンフィクション) 1972
- 『超能力を科学する その恐怖となぞにいどむ』（偕成社、ノンフィクション物語） 1974
- 『星と星座の話』（小峰書店、小学生自然科学シリーズ) 1974
- 『理科てじなとじっけん』（偕成社、4年までの学年別・児童文庫) 1976 - 1977
- 『星と宇宙のなぞ』（小峰書店、自然科学シリーズ) 1977.3
- 『星と星座の伝説 春』（小峰書店、星と星座の伝説1） 1978.7
- 『星と星座の伝説 夏』（小峰書店、星と星座の伝説2） 1978.7
- 『星と星座の伝説 秋』（小峰書店、星と星座の伝説3） 1978.11
- 『星と星座の伝説 冬』（小峰書店、星と星座の伝説4） 1978.11
- 『やさしい天体観測』（小峰書店、星と星座の伝説5） 1979.2
- 『秋冬の星座』（ポプラ社、ポプラ社の天文シリーズ) 1982.4
- 『春夏の星座』（ポプラ社、ポプラ社の天文シリーズ) 1982.4
- 『未来の宇宙生活』（ポプラ社、ポプラ社の天文シリーズ) 1984.4
- 『月への巨大な跳躍』（ぎょうせい、世界ノンフィクション全集19) 1984.10
- 『春の星座ものがたり』（小峰書店、たのしい星座ものがたり1） 1985.3
- 『夏の星座ものがたり』（小峰書店、たのしい星座ものがたり2） 1985.3
- 『秋の星座ものがたり』（小峰書店、たのしい星座ものがたり3） 1985.3
- 『冬の星座ものがたり』（小峰書店、たのしい星座ものがたり4） 1985.3
- 『魔神からマシンへ』（ぎょうせい、世界ノンフィクション全集20) 1985.4
- 『星の正体をさぐれ』（あかね書房、少年科学探検隊ニュートンズ) 1985.6
- 『ブラックホールのなぞをさぐれ』（あかね書房、少年科学探検隊ニュートンズ) 1986.7
- 『星座博物館 春』（ぎょうせい） 1988.11
- 『星座博物館 夏』（ぎょうせい） 1988.11
- 『星座博物館 秋』（ぎょうせい） 1989.3
- 『星座博物館 冬』（ぎょうせい） 1989.3
- 『星座博物館 星座旅行』（ぎょうせい） 1989.6
- 『月の女神とエンデュミオーン　太陽と月の伝説』（小峰書店、太陽と月と惑星の伝説1） 1992.6
- 『アネモネの花になったアドーニス　水星と金星の伝説』（小峰書店、太陽と月と惑星の伝説2） 1992.9
- 『わなにかかった火星の神殿　火星と小惑星の伝説』（小峰書店、太陽と月と惑星の伝説3） 1992.11
- 『大神ゼウスとオリュンポス山　木星と土星の伝説』（小峰書店、太陽と月と惑星の伝説4） 1993.1
- 『海の王ポセイドーン　天王星・海王星・冥王星の伝説』（小峰書店、太陽と月と惑星の伝説5） 1993.3
- 『星と星座と宇宙の旅 1　春の星と星座』（小峰書店） 1997.4
- 『星と星座と宇宙の旅 2　夏の星と星座』（小峰書店） 1997.4
- 『星と星座と宇宙の旅 3　秋の星と星座』（小峰書店） 1997.4
- 『星と星座と宇宙の旅 4　冬の星と星座』（小峰書店） 1997.4
- 『星と星座と宇宙の旅 5　太陽・地球・月』（小峰書店） 1997.4
- 『星と星座と宇宙の旅 6　近い惑星 水星・金星・火星』（小峰書店） 1997.4
- 『星と星座と宇宙の旅 7　遠い惑星 木星・土星・天王星・海王星・冥王星』（小峰書店） 1997.4
- 『星と星座と宇宙の旅 8　星と銀河』（小峰書店） 1997.4
- 『星と星座と宇宙の旅 9 宇宙のしくみ』（小峰書店) 1997.4
- 『星と星座と宇宙の旅 10 星の観察と観測』（小峰書店) 1997.4

### 伝記
- 『シュバイツァー』（集英社、母と子の世界の伝記） 1973
- 『ダーウィン』（主婦の友社、少年少女世界伝記全集 29） 1977
- 『アインシュタイン』（ぎょうせい、世界の伝記 1） 1981.3
- 『平賀源内』（ぎょうせい、世界の伝記 37） 1981.9

### 絵本
- 『おばけめぐり』（金の星社） 2002.6

### その他
- 『魂は生きている 複合精神宇宙論序説』（コスモヒルズ） 1998.2

## 翻訳
- 『きょうりゅうの世界』（ドイル、集英社、母と子の名作文学32) 1973
- 『空飛ぶ円盤の三巨人』（潮出版社、世界こども名作館8 「SFと未来篇」） 1974.12
「空飛ぶ円盤の三巨人」リチャード・エム・イーラム
「いのちをはかる機械」ハインライン
「奇跡をおこした男」H・G・ウェルズ
「いきていたいん石」バレンチナ・ツラフレバ
「黒い太陽のひみつ」グレゴリー・グレビッチ
「宇宙の友情」マレイ・ラインスター
- 『すてきなおじさん』（オルコット 、集英社、マーガレット文庫 世界の名作) 1976.5
- 『海底旅行』（ヴェルヌ、主婦の友社、少年少女世界名作全集 10） 1976
- 『透明人間』（ウェルズ、春陽堂書店、春陽堂少年少女文庫)  1977.9
- 『ジャックとジル』（オルコット、集英社、マーガレット文庫） 1977
- 『トム・ソーヤーの冒険』（マーク・トウェーン、春陽堂書店、春陽堂少年少女文庫「世界の名作・日本の名作」） 1978.4
- 『しあわせのハンス』（朝日ソノラマ、世界のむかし話） 1978.6
- 『王さまの耳はロバの耳』（朝日ソノラマ、世界のむかし話） 1978.10
- 『ブレーメンのおんがくたい　せかいのはなし（ドイツ）』（コーキ出版、絵本ファンタジア） 1979.9
- 『十五少年漂流記』（ベルヌ、集英社、子どものための世界名作文学） 1979.4
- 『三年生のS・Fものがたり』（集英社、三年生の学級文庫) 1974
「宇宙船ビーグル号のぼうけん」ボークト
「ロボット大あばれ」A&B・ストルガツキー
「地球がさけぶとき」ドイル
「植物怪じゅうのしゅげき」ウィンダム
- 『ガリバー旅行記』（スウィフト、ぎょうせい、少年少女世界名作全集) 1982.3
- 『地底の国の花嫁 メネラオス・ステファニデス再話』（ぎょうせい、ギリシア神話10) 1982.3
- 『宇宙戦争』（ウエルズ、ぎょうせい、少年少女世界名作全集) 1982.11
- 『太陽の子パエトーン メネラオス・ステファニデス再話』（ぎょうせい、ギリシャ神話9) 1982.12
- 『海底二万哩』（ジュール・ベルヌ、講談社、国際児童版世界の名作5） 1983.2
- 『火星の王女』（E・R・バローズ、ぎょうせい、少年少女世界名作全集) 1983.6
- 『銀河戦士レンズマン』（E・E・スミス、ポプラ社、ポプラ社のSF冒険文庫) 1984.7
- 『銀河戦士レンズマン対宇宙海賊』（E.E.スミス、ポプラ社、ポプラ社のSF冒険文庫) ポプラ社 1984.7
- 『銀河戦士レンズマン危機一髪』（E.E.スミス、ポプラ社、ポプラ社のSF冒険文庫)  1984.10
- 『レンズマンの反撃』（E.E.スミス、ポプラ社、ポプラ社のSF冒険文庫)  1984.12
- 『恐怖の透明人間』（H・G・ウェルズ、金の星社、世界こわい話ふしぎな話傑作集14「イギリス編」)  1986.12
- 『吸血鬼ドラキュラ』（ブラム・ストーカー、金の星社、フォア文庫) 1999.9